# Marianne Anderberg
Hjördis Marianne Anderberg, född Lundstedt den 14 juli 1924 i Motala, död 24 november 2017 i Stockholm, var en svensk skådespelare. Hon gifte sig 1945 med regissören Torgny Anderberg, som dog år 2000. De är begravda på Skogskyrkogården i Stockholm.

## Filmografi
- 1949 – Lång-Lasse i Delsbo
- 1949 – Två trappor över gården
- 1950 – Rågens rike
- 2002 – Kondormannen